# Hepialodes follicula
Hepialodes follicula är en fjärilsart som beskrevs av Achille Guenée 1858. Hepialodes follicula ingår i släktet Hepialodes och familjen Thyrididae. Inga underarter finns listade i Catalogue of Life.